# Rosa García-Orellán
Rosa García-Orellán (Pasajes, Guipúzcoa) es licenciada en Antropología Social y Cultural por la Universidad del País Vasco (U.P.V./E.H.U) y doctora por dicha universidad en diciembre del 2000. Desde el año 2003 ha sido profesora en diferentes universidades. Desde el año 2010 imparte docencia en la Universidad Pública de Navarra.
Nace en el municipio guipuzcoano de Pasajes. Su infancia transcurre durante la bonanza pesquera de los años mil novecientos sesenta, lo cual marcará su futuro investigador.
Es miembro del Museo do Pobo Galego, Eusko Ikaskuntza y Ankulegi. En todas estas instituciones ha colaborado con sus trabajos de investigación.   Ha escrito diferentes libros sobre diferentes temáticas como la muerte, la pesca industrial, el arte, la situación de la mujer en la actividad pesquera durante el franquismo. Igualmente ha formado parte de varios comités científicos internacionales. También ha impartido seminarios y conferencias tanto en universidades españolas como internacionales. Además, la dimensión internacional de su trabajo le lleva a ser comisaria en el año 2006, Rumbo al Gran Banco de Terranova. Bound for the Banks of Neuwfoundland, Cap sur le Grand Banc de Terre Neuve.  Esta exposición ha recorrido varios países (España, Portugal, Francia y Canadá), siendo depositada definitivamente en el archipiélago francés de Saint Pierre et Miquelon.
El 28 de julio de 2011, realiza la donación de toda su investigación que consta de tres grandes temáticas: Muerte, Mujer, Pesca, al Museo do Pobo Galego. Cuya citación es: Arquivo MPG/Fondo Rosa García-Orellán.
Desde el 2010 trabaja en antropología de la salud donde ha dirigido cuatro tesis doctorales, donde se abarcan problemáticas relacionadas con el ámbito de ciencias de la salud: aborto, oncología pediátrica, geriatría, y la comunicación terapéutica. Investigación actualizada en la página de Dialnet.

## Líneas de investigación
Su investigación gira en torno a dos líneas de trabajo. Por una parte, la antropología de la muerte, indagando en el estudio de la muerte y su percepción dentro de determinados códigos culturales, así como en la dimensión social del cuidado enfermero. Por otra parte, ha estudiado las dinámicas internas de la pesca industrial del bacalao y su impacto social y económico. Ambas líneas de investigación las ha desarrollado haciendo tanto estudios comparativos entre Euskadi y Galicia, como a nivel internacional, donde se ha centrado en las zonas de Canadá y Costa Rica.
Además es una reconocida experta en historia oral y etnografía, en cuya metodología ha profundizado, haciendo aportaciones teóricas en el campo de la biografía, habiendo escrito cuatro libros biográficos. La historia oral es de hecho la base empírica más estudiada de sus trabajos.

## Algunas publicaciones
- 2013, García-Orellán, R (ed.)  Carmen Facal buscando mis recuerdos. Everest. León, p. 302 ISBN 978-84-441-0502-4 ISBN ELECTRÓNICO 978-84-441-0510-9

- 2011, García-Orellán, R. Mujer pasaitarra en el pasado siglo XX. Recreación de vivencias e imaginarios. Michelena. San Sebastián, p. 234 ISBN 978-84-615-3839-3

- 2011, García-Orellán, R. El capitán de pesca y el bacalao. Lázaro Larzabal desde la época dorada a la pesca simbólica. Everest. León, p. 200 ISBN 978-84-441-0304-4

- 2010, García-Orellán, R. Terranova: The spanish Cod Fishery on the Grand Banks of Newfoundland in the Twentieth Century. Brown Walker Press. Boca Raton, Florida, ISBN 1-59942-541-6 (papel) ISBN 978-I-59942-2 (papel) ISBN 1-59942-542-4 (libro electrónico) ISBN 978-I-59942-542-9 (libro electrónico)

- 2008, García-Orellán, R (ed.)Encuentros creativos con Iñaki Sagarzazu, Juan Mari Arzak y Francis Montesinos. Elkar. San Sebastián, p. 223 ISBN 978-84-612-5379-1

- 2007, García-Orellán, R (ed.) Canadá y la Unión Europea: visión multidisciplinar de la gestión pesquera. Universidad de Santiago ISBN 978-84-9750-783-7.

- 2004, García-Orellán, R. y Beobide Arburua, J. Hombres de Terranova: la pesca industrial del bacalao 1926-2004. Ed. Rosa García-Orellán [2005 2.ª ed.] ISBN 84-609-3438-1

- 2004, García-Orellán, René Dagort,  Lucien Girardin-Dadort, Yves Leroy: Bateaux de Glace. Barcos con Hielo. Ed. Centre culturel de Saint Pierre et Miquelon ISBN 2-95115741-X

- 2001, García-Orellán, R. Hacia el encuentro de mi anthropos: la muerte dínamo estructural de la vida. Ed. U.P.V./E.H.U. Bilbao.  ISBN 84-8373-246-7

### Monografías
- 2003, García-Orellán, R y Close D. El Estai y la postguerra del fletán. The Estai and the post-turbot war international Fishery.  Edit. Instituto Universitario de Estudios Marítimos. Universidad da Coruña. Galicia. ISBN 84-9745-032-9

### Documentos de trabajo
- 2004, García-Orellán, R: El bacalao en Terranova y su reflexión de las ZEE.(Zonas Económicas Exclusivas.) Publica. IDEGA (Instituto de Estudios Galegos da Universidad de Santiago de Compostela).

### Participación en libros
- 2012, García-Orellán, R. "De la oralidad a la intención biográfica". Entreverse. Teoría y Metodología práctica de las fuentes orales.Llona M (ed.) Bilbao: Universidad del País Vasco/Euskal Herriko Univertsitatea, p. 244 ISBN 978-84-9860-664-5 (p. 61-91)

- 2007, García-Orellán, R. “Nuevos Retos de la Bahía de Pasaia: la globalidad y sus estrategias”. L´aménagement du terrotoire en Pays Basque. Ed. Eguzki Arteaga y Varios p. 316 ISBN 84-932368-4-5 (p. 283-303)

- 2006, García-Orellán, R. “Culturas locales en el mercado global: As Mortaxas” Espina Barrio, A.B. (ed.) Conocimiento Local, Comunicación e Interculturalidad. Antropología en Castilla y León e Iberoamérica IX, Fundación Joaquim Nabuco-IIACyL

(Recife, 2006) p. 656 ISBN 85-7019-448 X (p. 331-345)
- 2006,  García-Orellán, R. “Codfish in the Grand Banks: from abundance to scarcity” Galicia and Terranova and Labrador: Comparative Studies in Economic, Political and Social Processes. Xaquin S. Rodríguez Campos & Xose M. Santos Solla.  Santiago, Galicia: University de Compostella Press. ISBN 84-9750-638-3 (p. 153-167)

- 2005, García-Orellán, R, “La pesca y su gestión. Canadá y Costa Rica”. Conflicto y Colaboración.  Antropología en Castilla y León e Iberoamérica, VIII. Ed, Instituto de Investigaciones Antropológica de Castilla y León p. 411 ISBN 84-7797-244-3 (p. 110-121).

- 2003, García-Orellán, R.: “Antropología de la muerte entre lo intercultural y lo universal” en Cuidados Paliativos. Ed. Sociedad Vasca de Cuidados Paliativos. San Sebastián. España.  ISBN 84-930967-9-2 p. (305-322).

2002, García-Orellán,: “Transformaciones en el diálogo colectivo ante la muerte” en Necesidades educativas especiales. Ed. Psicoex España. 2002. ISBN 84-932595-1-9 (p. 441-450).